# 茱蒂 (狗)
茱蒂（英語：Judy，1936年—1950年2月17日），是一隻有獵犬血統的母狗，生於中國上海。它曾是英國皇家海軍艦艇HMS Gnat與HMS Grasshopper的船上吉祥物與寵物。在HMS Grasshopper遭到日軍擊沈時，它曾經協助船上的英國海軍水手逃生，之後它被日軍捕獲，一同送進戰俘營。它是二次大戰中，唯一一隻留下記錄，成為戰俘的狗。
在戰俘營中，它與其主人法蘭克·威廉斯（Frank Williams）建立了感情。在戰後，它獲得英國關懷病畜中心（PSDA）頒發的迪金勳章。

## 生平
1942年，茱蒂被日軍捕獲，送進戰俘營。被俘的英國空軍士兵法蘭克·威廉斯（Frank Williams）分了一點飯給它吃，它從此跟在威廉斯身邊，成為戰俘的守護者。在這些士兵被移送到新加坡之前，他們將茱蒂裝在米袋中，跟著船隻一同出航。在途中，船隻遭魚雷擊沈，茱蒂幫助了數位士兵抓住船的殘骸，使他們獲救。威廉斯被轉送到蘇門答臘的戰俘營中，茱蒂也跟隨獲救士兵，一起到達此地。
戰俘營守衛曾經企圖致它於死地，但它逃到蘇門答臘的叢林中而倖存。
在二次大戰結束後，英國皇家海軍派艦艇將戰俘接回，茱蒂也跟隨威廉斯回到利物浦。茱蒂得到英國官方的表揚，威廉斯與茱蒂也巡迴英國，訪視戰俘營中過世士兵的家庭，慰問他們的家屬。
1948年，威廉斯與茱蒂至東非洲，參與英國對當地的糧食援助計劃。1950年，茱蒂被發現罹患惡性腫瘤，獸醫為它進行安樂死，享年13歲。

## 延伸閱讀
- Long, David. . London: Preface. 2012. ISBN 978-1-848-09376-8.
- Varley, Edwin. James, Wendy , 编. . London: Souvenir Press Ltd. 1973. ISBN 978-0-285-62121-3.
- Weintraub, Robert. . New York: Little, Brown & Company. 2015. ISBN 978-0-316-33706-9.